# Млечник бурый
Мле́чник бу́рый (лат. Lactárius lignyótus) — гриб рода Млечник (Lactarius) семейства Сыроежковые (Russulaceae). Условно-съедобен.

## Описание
- Шляпка ∅ 3—7 см, сначала выпуклая с тупым бугорком и опушённым краем, затем распростёртая, иногда с небольшим бугорком, со слабоопушённым и рубчатым краем, позднее вдавленная, ворончатая, радиально морщинистая, с волнистым, лопастно-изогнутым слабоопушённым краем. Кожица бархатистая, морщинистая, каштановая, бурая или чёрно-бурая, на краях шляпки более светлая.
- Пластинки частые, широкие, приросшие или нисходящие по ножке, сначала белые, затем желтоватые, при надавливании краснеют.
- Споровый порошок охристо-жёлтый. Споры округлые, орнаментированные.
- Ножка 6—8 см в высоту, ∅ 0,5—2 см, цилиндрическая, суженная к основанию, нередко изогнутая, твёрдая, сплошная, продольно-морщинистая, бархатистая, одного цвета со шляпкой или светлее.
- Мякоть твёрдая, белая или бледно-жёлтая, на разрезе приобретает сначала красноватый оттенок, затем становится охристо-жёлтой, без запаха.
- Млечный сок неедкий, водянисто-белого цвета, на воздухе желтеет, затем очень медленно краснеет.

### Изменчивость
Цвет шляпки варьирует от светло-бурого до почти чёрного. Ножка иногда бывает светлее у основания. Млечный сок может приобретать рыжеватый оттенок.

## Экологияи распространение
Редкий вид. Образует микоризу с елью. Встречается в хвойных лесах (чаще еловых), в горах, на кислых, заболоченных почвах. Плодовые тела появляются небольшими группами, либо одиночно.
Сезон: середина августа — конец сентября (массово в первую декаду сентября).

## Сходные виды
- Млечник буроватый (Lactarius fuliginosus) обычно более светло окрашен, со светлой ножкой, растёт в лиственных лесах.
- Млечник смолисто-чёрный (Lactarius picinus), также растущий под елями, имеет жгуче-едкий млечный сок (вкус ощущается не сразу) и гладкую, более светлую ножку.

## Синонимы

### Латинские синонимы
- Lactariella lignyota (Fr.) J. Schröt., 1889
- Lactifluus lignyotus (Fr.) Kuntze, 1891

### Русские синонимы
- Млечник древесинный
- Груздь мавроголовый

## Пищевые качества
Условно съедобный гриб, используется солёным. В пищу идут только шляпки, так как ножки слишком жёсткие.